# Дукля (древний город)
Дукля (Диоклея) (лат.Dioclea) — руины античного и раннесредневекового города в окрестностях Подгорицы, Черногория. Город представляет собой остатки крупнейшего древнеримского поселения на территории Черногории.

## Местоположение
Руины города расположены недалеко от современной Подгорицы, в месте слияния рек Зета и Морача. Рядом с Диоклеей проходила важная римская дорога, ведущая из Скадра (Шкодера) через Берсумнум или Берзиминиум (старая средневековая Рибница, позже Подгорица).
Остатки города представляют собой один из важнейших археологических памятников в Черногории.

## Этимология

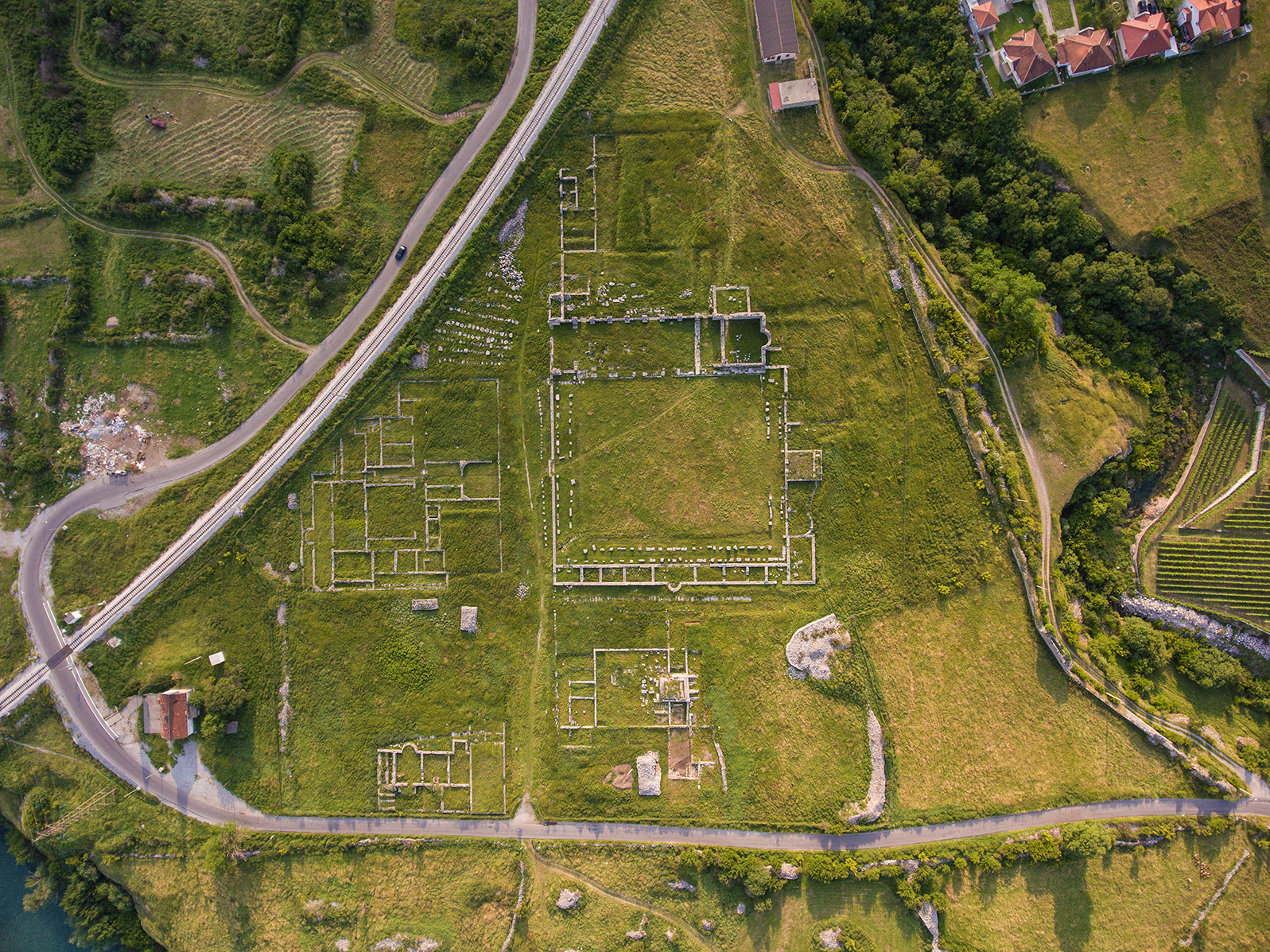
Остатки античной Диоклеи

Хотя название города несомненно связано с названием иллирийского племени доклеатов (греч. Δοκλεάται), вопрос о природе этой связи до сих пор не решен в науке: некоторые исследователи считают, что город был назван в честь племени, в то время как другие утверждают, что племя было названо в честь города.
Название города впервые упоминается во II веке у Клавдия Птолемея как Доклея (греч. Δóκλεα), а как Диоклея (лат. Dioclea) первый раз используется в IV веке в «Извлечениях о нравах и жизни римских императоров», приписываемых Сексту Аврелию Виктору.
Под именем Диоклея (греч. Διóκλεία) упоминается у Константина VII Багрянородного в X веке.
От латинских и греческих форм также произошла более поздняя славянская форма Дукля.

## История
Согласно более поздней традиции, записанной в Средние века, происхождение города связано с римским императором Диоклетианом, который предположительно был уроженцем этого места, поэтому в некоторых средневековых источниках ему также приписывают основание самого города, названного потом в его честь, что неверно, поскольку существование города засвидетельствовано значительно раньше, а само название города упоминается в повествовательных источниках еще во II веке.
Предположительно Диоклея была основана в начале I века как небольшой лагерь провинции Далмация, который вскоре превратился в большой укрепленный город. В конце I века, во время правления императора Веспасиана, Диоклея получила городской статус.

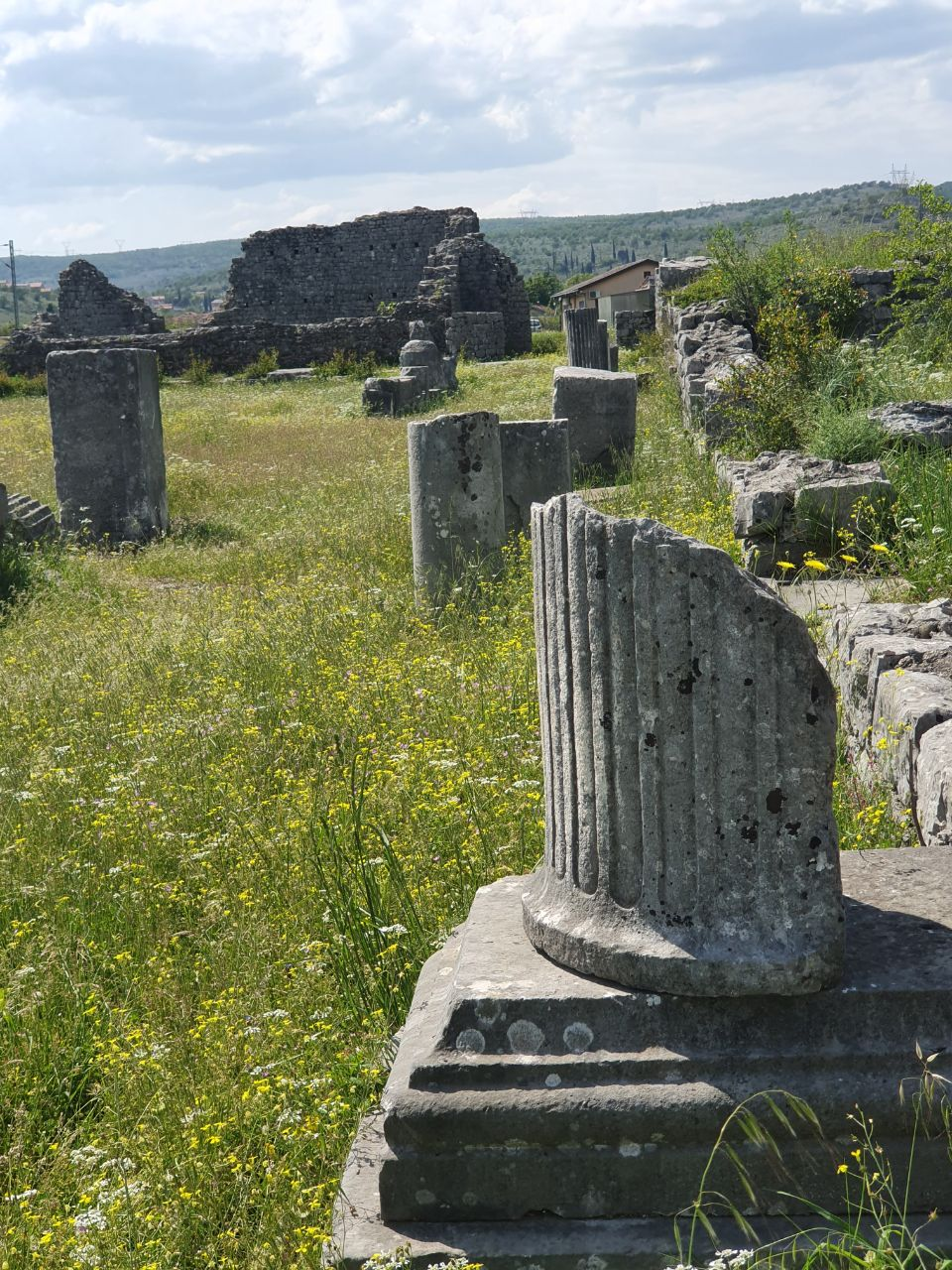
Руины колонн

После реформ Диоклетиана и основания провинции Превалис (279 год) Диоклея становится его центром, хотя в сельской местности вокруг города романизация была очень слабой.
В первое время римского владычества в Диоклею переселялись ветераны римских легионов, населявшие прибрежные места (Рисан, Будва и Улцинь). Город не являлся колонией, а имел определенную самостоятельность как центр иллирийского племени доклеатов.
На протяжении всей античности и раннего средневековья Диоклея представляла собой важный политический, культурный и религиозный центр этого региона, имеющий торговые отношения с Италией и Грецией.
Известно, что город был разрушен готами в 490 году, а затем пострадал от страшного землетрясения 518 года. В первой половине VII века на город совершали нападения авары и славяне.  Диоклея постепенно потеряла свое значение, опустела и впала в забвение. Константин VII Багрянородный в X веке упоминает ее как заброшенные руины. Когда османы начали в 1474 году расширять средневековую Рибницу (Подгорицу), они использовали для городских валов и домов камни из руин Диоклеи.
О былом великолепии города свидетельствуют остатки массивных стен в форме параллелограмма, следы моста через Морачу, множество колонн, руины дворцов и храмов,  множество саркофагов с барельефами и надгробий с латинскими надписями. При раскопках также было найдено много золотых денег, в основном II и III веков.

## Городское устройство
Причины, по которым город был построен именно в том месте, в первую очередь стратегические. Пространство, ограниченное руслами трех рек, большую часть года было недоступно из-за высокого уровня воды, защищено вертикальными скалами и легко защищалось. Несмотря на естественную защиту, город был укреплен мощными валами толщиной 2-2,30 метра, башнями и бастионами, которые опоясывали плато, на котором расположен город. Самый прочный вал был на восточной стороне, а на северной стороне все еще видны остатки башен.
Площадь Дукли составляет около 25 га.
Широкая городская улица, на которой располагалась торжественная Триумфальная арка в честь императора Галлиена, проходила с северо-запада на юго-восток. В центре города она пересекалась под прямым углом с другой главной улицей, разделяя город на четыре части. В непосредственной близости от пересечения двух главных улиц находилась городская площадь – форум. Форум представлял собой прямоугольное пространство, окруженное с западной стороны длинным фасадом базилики, ориентированной с севера на юг. Базилика являла собой продольное сооружение с тремя освещенными сверху нефами, построенное в монументальной каменной конструкции. Главный фасад базилики, обращенный к площади, имел декоративную колоннаду. В эпистиле базилики сохранилась часть надписи, рассказывающей о посвящении этого сооружения пятнадцатилетнему мальчику Флавио Фринтану Бальбину, чья позолоченная статуя верхом на лошади украшала форум.

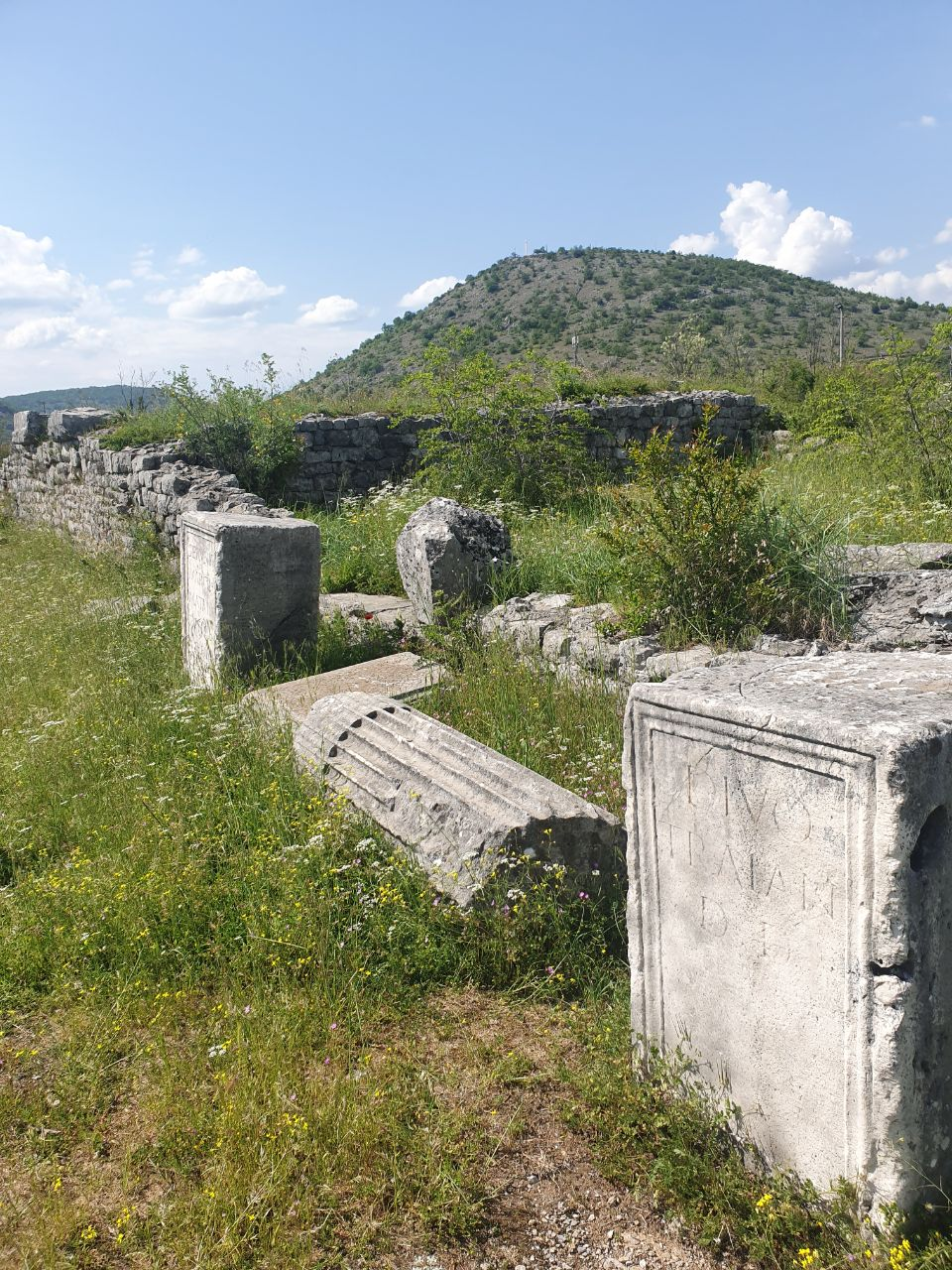
Остатки древнего города

Недалеко от Триумфальной арки также находился храм, посвященный богине Диане. Дальше к центру города находились большой дворец с атриумом и городская баня, построенная по знаменитой римской схеме.  В парилках был зал для гимнастики под названием палестра, раздевалки, залы с горячей и холодной водой, библиотека, комнаты отдыха. Все комнаты в термах были роскошно украшены напольными мозаиками и скульптурами, следы которых сохранились до наших дней.
На другом конце города, в сторону Морачи, располагались южные ворота и мост через реку.
Город снабжался водой из источника реки Циевны через акведук, который проходил над рекой Рибница. Вода доставлялась в населенный пункт по водопроводу протяженностью 14 км.
В период расцвета города в нем проживало до 10 000 человек.  В городе также была собственная канализация, остатки этих сооружений (водопровода и канализации) были обнаружены в нескольких местах.
В 1873 году в Диоклее была обнаружена "Подгорицкая чаша"(широкая стеклянная тарелка с расписными изображениями Ветхого и Нового Заветов), которая сейчас хранится в Эрмитаже в Санкт-Петербурге.
В районе древней Диоклеи были найдены многочисленные надписи, большинство из которых на латыни, а меньшая часть - на греческом языке. В основном указывались имена римских граждан из знатных семей:Тит Флавий Веркунда, Марк Флавий Фронтон (которому была воздвигнута бронзовая статуя), Тит Касий, Флавий Эпидиан.
Местные иллирийские имена довольно редки в надписях, а греческие засвидетельствованы в нескольких надписях. Существование рабов и вольноотпущенников подтверждается несколькими надписями.
Надписи подтверждают существование в городе культов всех известных римских богов и богинь.
Археологические остатки различных церковных построек в Диоклее также свидетельствуют о том, что этот город уже с IV века был значительным христианским центром и, вероятно, резиденцией епископа. На IV Вселенском соборе, состоявшемся в Халкидоне в 451 году в качестве участника упоминается епископ Диоклианский Эвандрос.

## Современное состояние
С исследования руин Диоклеии началось развитие археологии в Черногории. Научное изучение античного поселения впервые проводилось в 1890-1892 годах при поддержке короля Николы I Петровича Негоша, в них активно принимал участие русский историк-славист Павел Ровинский. В дальнейшем археологические раскопки осуществлялись на этом месте неоднократно.
В 1947-1948 гг. через остатки античного города была проведена железная дорога, а камни от древних зданий использовались для осуществления насыпи железнодорожного пути.  В 1949 году Диоклее был присвоен статус культурного памятника Черногории.
В настоящий момент руины Диоклеи законсервированы, однако их изучение полностью не завершено. Тем не менее, руины Диоклеи являются одной из главных туристических достопримечательностей Подгорицы.  Вход на территорию археологического парка бесплатен. Около самых значимых объектов установлены информационные таблички с кратким описанием на черногорском и английском языках, а также на входе размещена карта города.
В целях продвижения культурного наследия Диоклеи туристическая организация Подгорицы ежегодно проводит в археологическом парке тематический бал, где маски и костюмы всех присутствующих соответствуют духу античной эпохи.